# Trembleur
Trembleur is een plaats en deelgemeente van de Belgische gemeente Blegny. Trembleur ligt in de Waalse provincie Luik en was tot 1 januari 1977 een zelfstandige gemeente. Ook de hoofdplaats Blegny ligt in deze deelgemeente.

## Geschiedenis
Trembleur was een heerlijkheid in het graafschap Dalhem. In 1560 werd deze heerlijkheid door de koning van Spanje uitgegeven aan Jacques d'Argenteau, vervolgens aan het huis Lannoy-Clervaux.
Trembleur was niet enkel een landbouwdorp, maar had ook nijverheid. Er werd steenkool gewonnen en straatkeien. Ook waren er smeden, metaalbewerkers en wapensmeden.
In de 20e eeuw werd de steenkool onder het dorp gewonnen vanuit de Steenkolenmijn van Hasard. In Cheratte was de mijnzetel waar de kool boven de grond kwam.

## Demografische ontwikkeling
- Bronnen:NIS, Opm:1831 tot en met 1970=volkstellingen, 1976= inwoneraantal op 31 december

## Bezienswaardigheden
- Sint-Jozefkerk
- Diverse historische boerderijen.
- De Steenkoolmijn van Blegny ligt halverwege Blegny aan de hoofdweg.

## Natuur en landschap
Trembleur ligt in het dal van de Ruisseau de Mortier, welke in noordelijke richting naar de Berwijn stroomt. Trembleur ligt op een hoogte van ongeveer 160 meter in het Land van Herve.

## Nabijgelegen kernen
Dalhem, Feneur, Saint-Remy, Blegny, Mortier, Saint-André, Mortroux

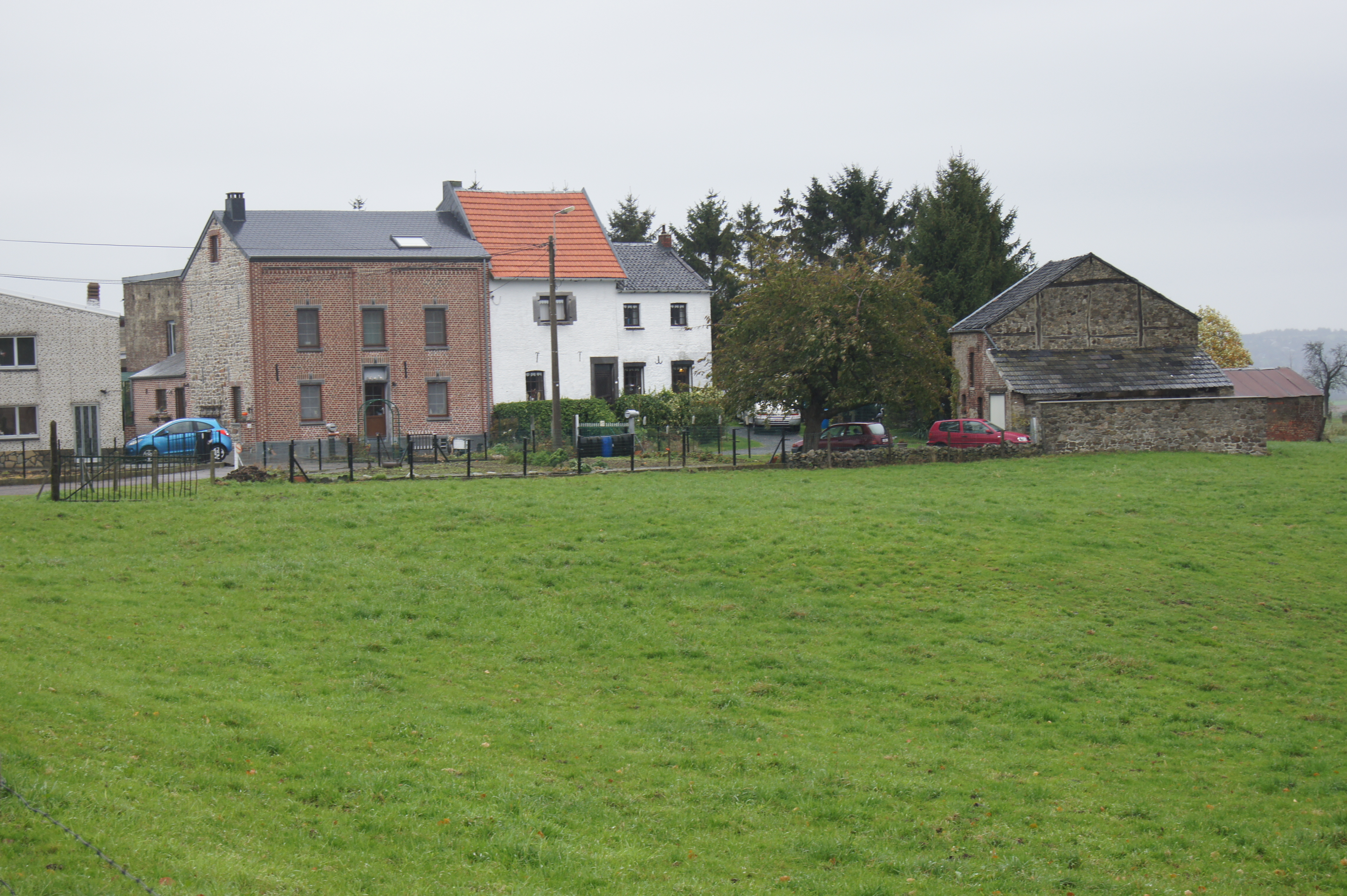
La Vieille Cour
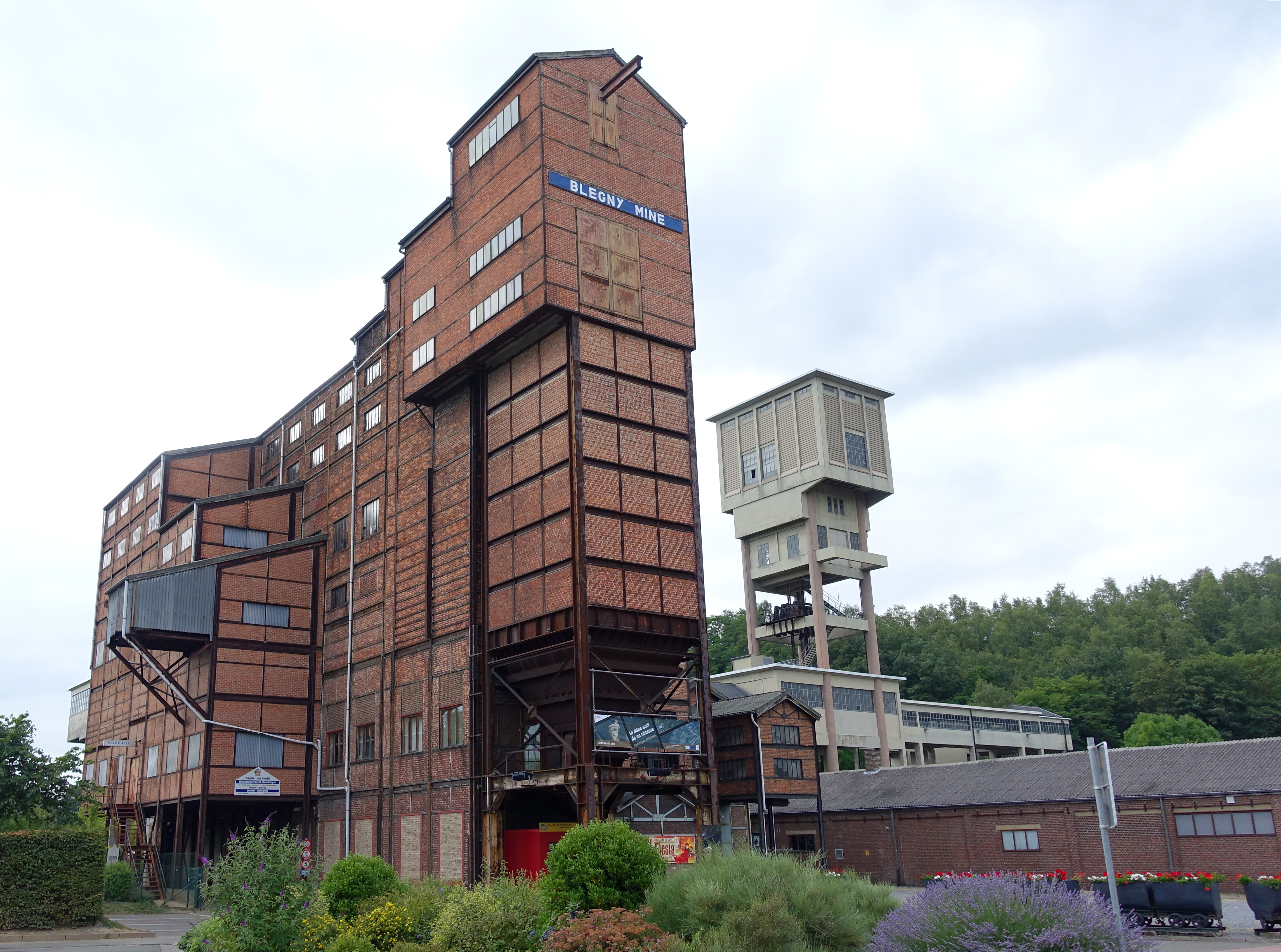
Koolmijn Blegny-Mine

Deelgemeenten: Barchon · Housse · Mortier · Saive · Saint-Remy · Trembleur

Overige plaatsen: Blegny · Leval · Loneux · Parfondvaux

Belgische gemeenten · arrondissement Luik · provincie Luik · Wallonië